# Joseph Jean
Pour les articles homonymes, voir Jean.
Joseph Jean (7 février 1890-18 juillet 1973) est un avocat et homme politique fédéral du Québec.
Né à Saint-Philippe-de-Néri dans le Bas-Saint-Laurent, Joseph Jean entre à la Chambre des communes du Canada à titre de député du Parti libéral du Canada dans la circonscription de Maisonneuve lors d'une élection partielle en 1932, déclenchée après le décès du député sortant Clément Robitaille. Réélu dans la circonscription de Mercier en 1935, 1940, 1945 et en 1949, il démissionna en 1949 pour devenir juge à la Cour supérieure du Québec pour le district de Montréal.
Durant sa carrière politique, il fut secrétaire parlementaire du ministre de la Justice et procureur général de 1943 à 1944, ainsi que solliciteur général du Canada de 1945 à 1949.